# فرامة

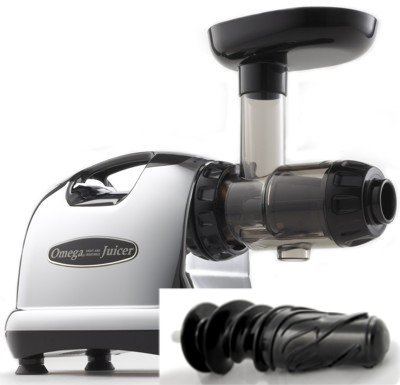

الفَرَّامَة آلة مطبخ لفرم اللحم النيئ أو المطبوخ أو الأسماك أو الخضراوات أو الأطعمة المماثلة. فهو يستبدل الأدوات المعهودة مثل السكين، والخلاط، وغيرها من الأدوات، والتي تستخدم لإنتاج اللحم المفروم.

## طريقة الاستخدام
يضع الطعام المراد فرمه في قمع الفرامة، والذي يوجد في أعلاها. من هناك يذهب الطعام إلى عمود أفقي يأخد شكل الللولب، والذي يمكن تشغيله باليد أو بمحرك كهربائي، يسحق ويمزج الطعام جزئياً. في نهاية العمود الأفقي اللولبي قرص دائري مثبت مباشرة بفرامة اللحم. في هذا الفتح يخرج اللحم المفروم من الآلة، وتعتمد دقة اللحم على حجم فتحات القرص.